# لیبریا ۱۸۱۶
سیارک ۱۸۱۶ (به انگلیسی: 1816 Liberia، نامگذاری:1936BD) هزار و هشتصد و شانزدهمین سیارک کشف شده‌است که در ۲۹ ژانویه ۱۹۳۶ کشف شد.
قدر مطلق سیارک برابر ۱۲٫۳۰ است.